# Písečská zmole

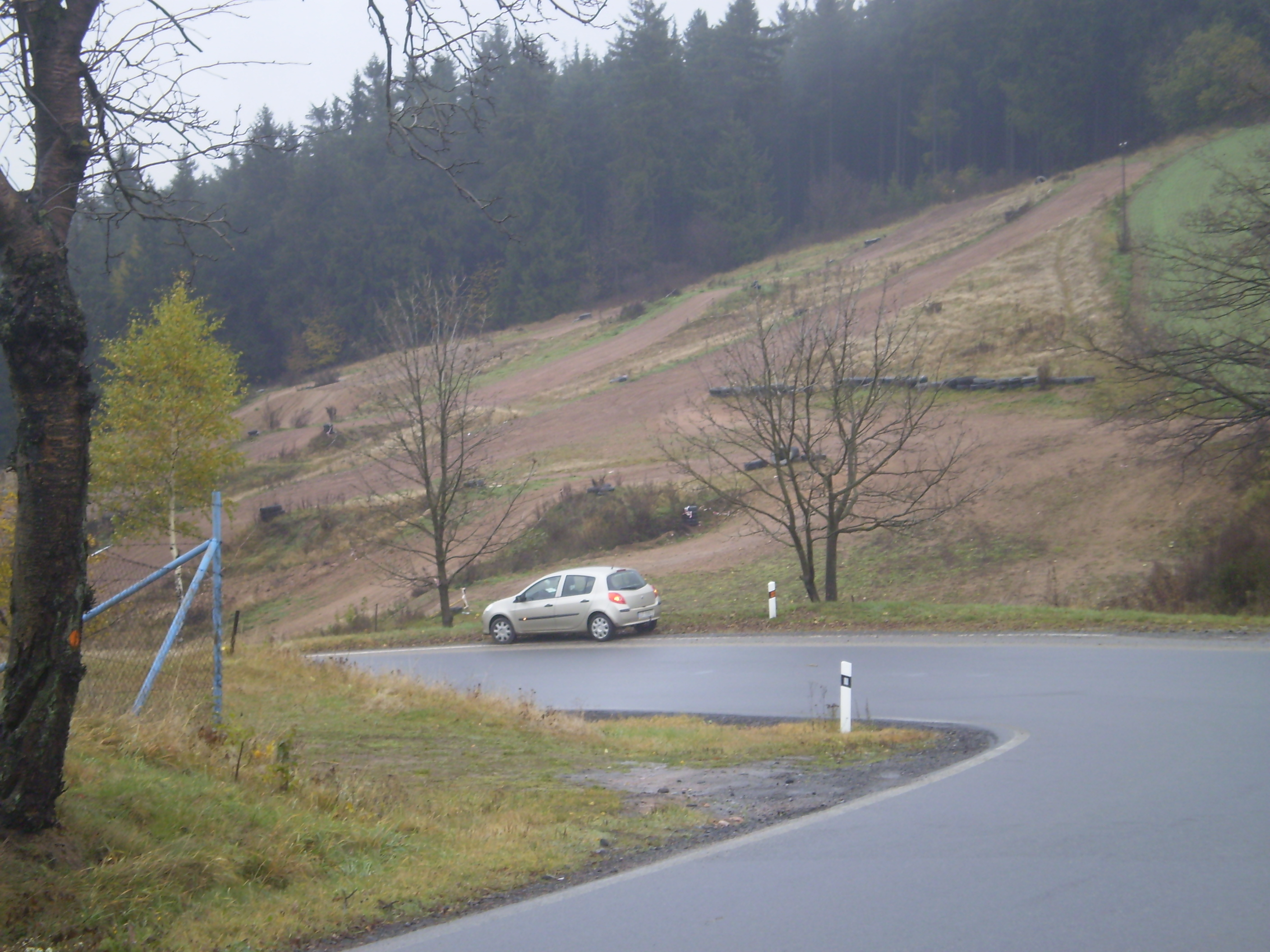
Trať Písečské zmole

Písečská zmole je název motokrosové tratě u obce Písečné, nedaleko Dalečína, na Bystřicku.

## Historie

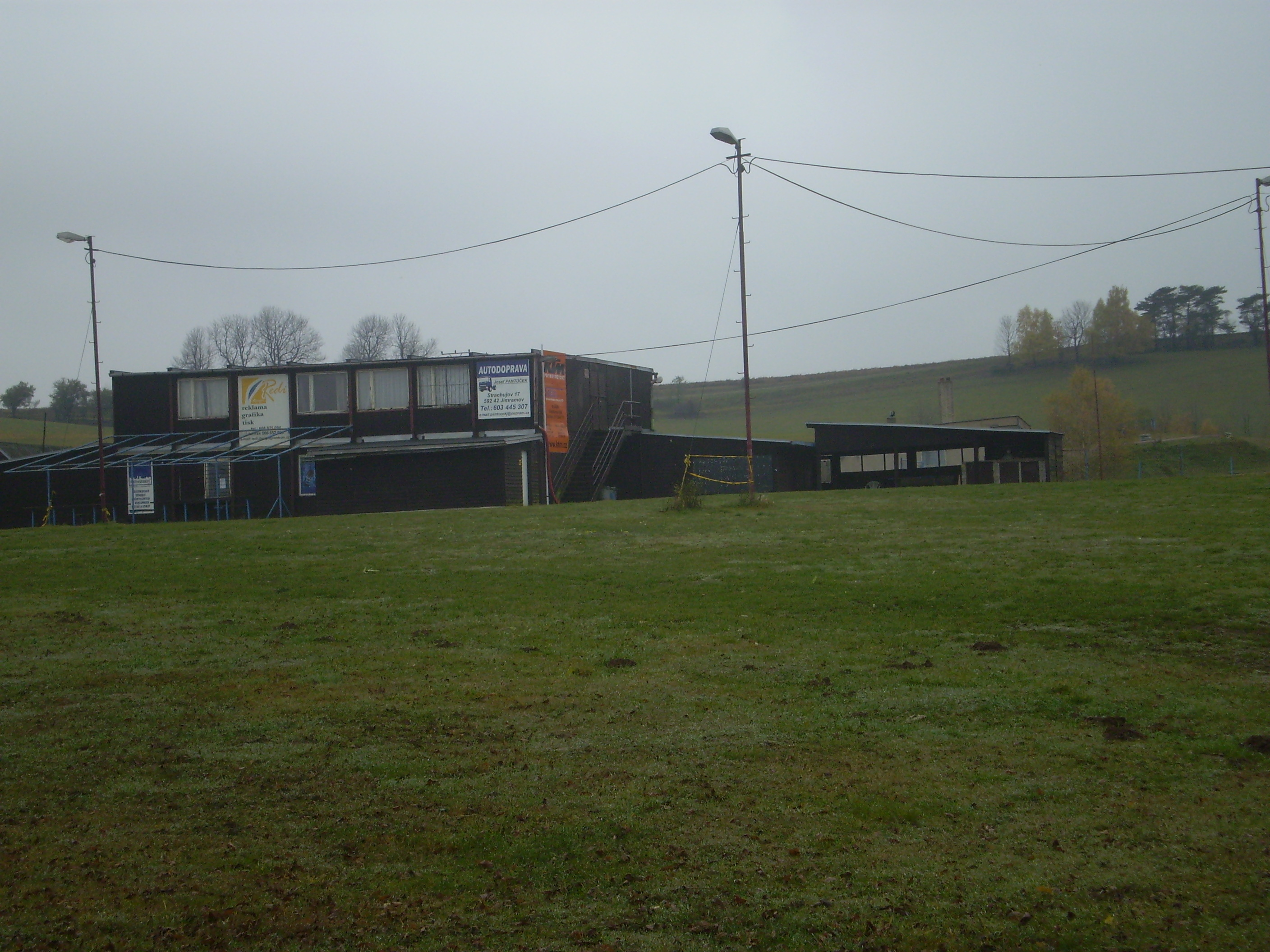
Administrativní budova

Prvopočátky trati se datují do roku 1959 a hlavní podíl na něm měl průkopník motokrosu na Dalečínsku Miroslav Hakl. V této době spadala pod AMK Dalečín a jezdily se zde především závody krajského přeboru (od roku 1962). V roce 1974 přibyla administrativní budova a v roce 1978 se na trati poprvé konal závod mistrovství světa a to v kubatuře do 125 cm³. V roce 1982 se do čela AMK dostal dr. Vratislav Daniel a od té doby až do roku 1991 se zde jezdily závody mistrovství světa do 250 cm³. Teto závod se měl původně konat v Holicích, ovšem na poslední chvíli byl přesunut do Dalečína a následně se ukázal jako prodělečný. AMK se dostala do úpadku a následně nebyla trať využívána, ačkoliv se vedla jednání s různými subjekty. V roce 1994 se pak dostala do majetku MSK Praha, v jejímž čele stál Jan Šefl. K tomuto kroku výrazně napomohl Karel Štaud. Na trať se vrátily závody krajského přeboru a později také mistrovství Evropy amatérů. V zimě se tu také konaly závody mistrovství ČR v motoskijöringu.

## Parametry tratě
Původní délka tratě činila 3 450 metrů a hodila se spíše na Cross Country. Trať je silnicí rozdělena na horní a dolní část, při závodech na celé trati se původně jezdilo přes silnici. Po roce 1994 došlo k jejímu rozdělení na horní a dolní trať a závody se dnes konají hlavně na té horní. Její délka měří 1 600 metrů, převýšení činí 35 metrů a její povrch je hlinitopísčitý.